# Āydīsheh
Āydīsheh (persiska: آيديشه, آيديشِه) är en ort i Iran.   Den ligger i provinsen Västazarbaijan, i den nordvästra delen av landet, 500 km väster om huvudstaden Teheran. Āydīsheh ligger 1 320 meter över havet och antalet invånare är 831.
Terrängen runt Āydīsheh är platt västerut, men österut är den kuperad.Runt Āydīsheh är det ganska glesbefolkat, med 47 invånare per kvadratkilometer. Närmaste större samhälle är Mīāndoāb, 17,4 km nordväst om Āydīsheh. Trakten runt Āydīsheh består i huvudsak av gräsmarker.